# Koi

Verschiedene Kois

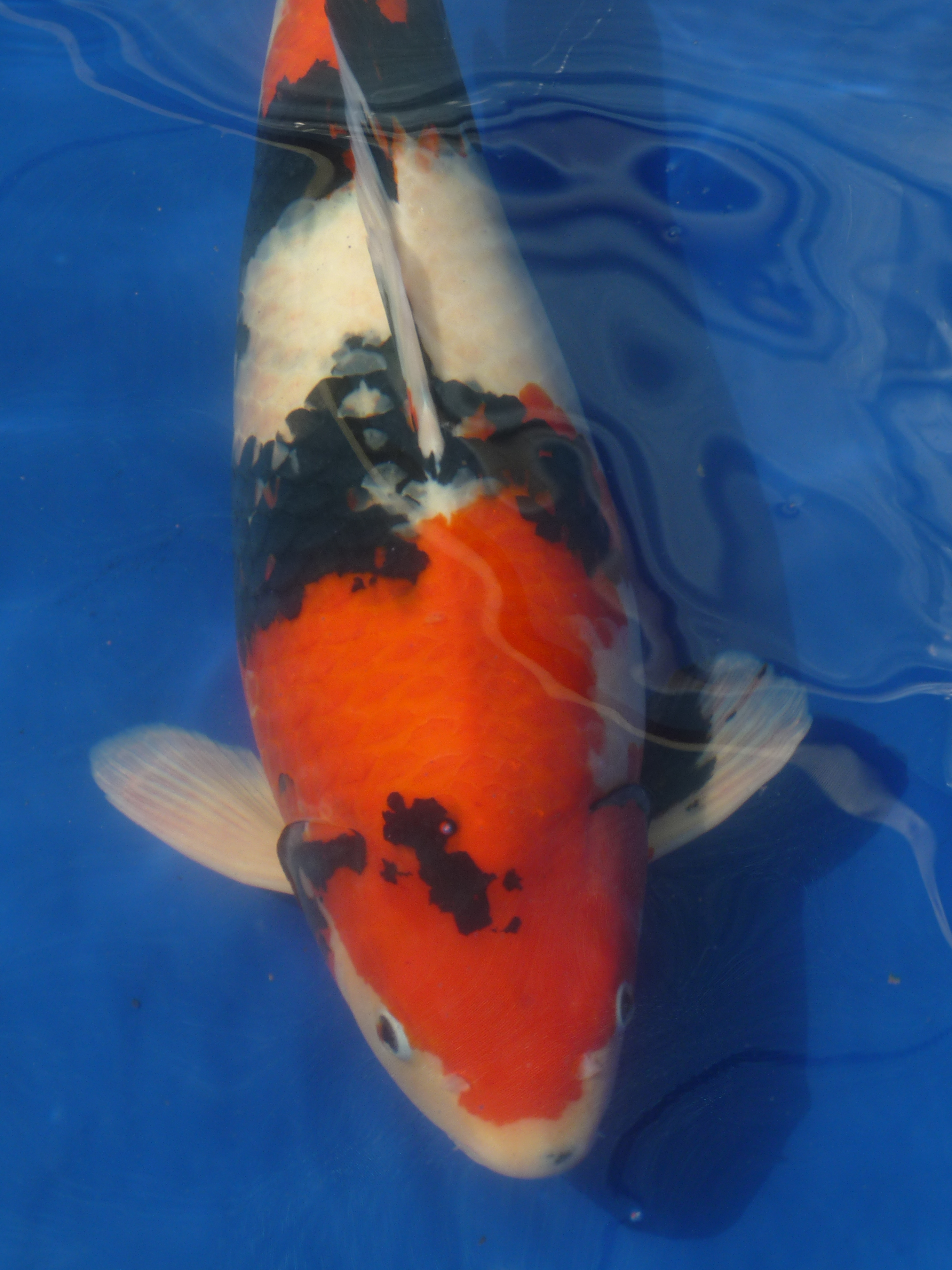
„Showa“

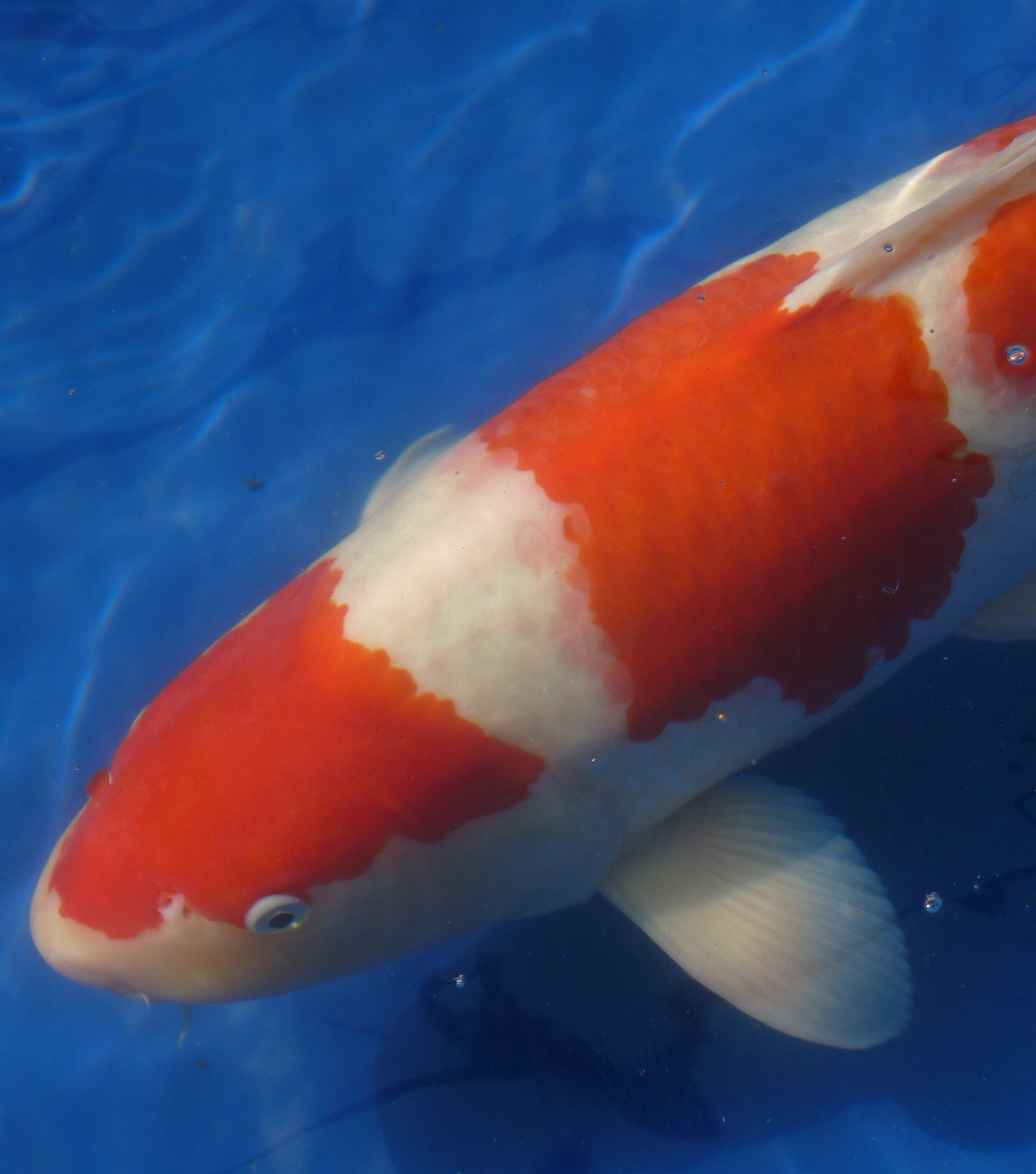
„Kohaku“

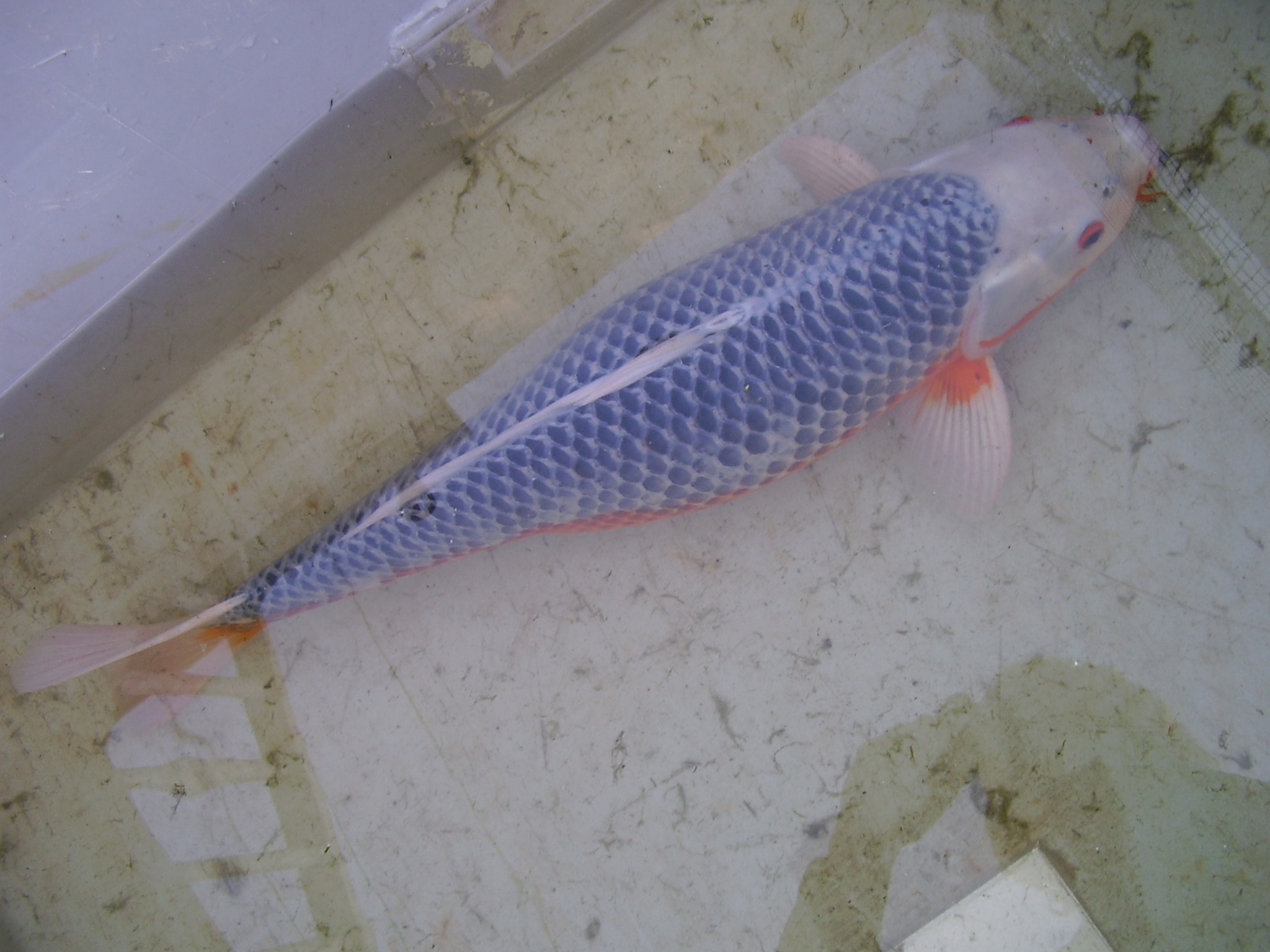
„Asagi“

Der Nishikigoi (japanisch 錦鯉, wörtlich „Brokatkarpfen“), kurz auch Koi genannt, ist eine Zuchtform des Karpfens (Cyprinus carpio). Koi oder in Zusammensetzungen auch -goi ist das japanische Wort für Karpfen allgemein.
Es gibt Zuchtformen des Kois, die dem in Europa gezüchteten Spiegelkarpfen oder Zeilkarpfen in der Beschuppung gleichen. Diese werden Doitsu (japanisch doitsu „Deutschland, deutsch“) oder genauer Doitsugoi („deutscher Karpfen“) genannt.

## Theorien zur Herkunft der Kois

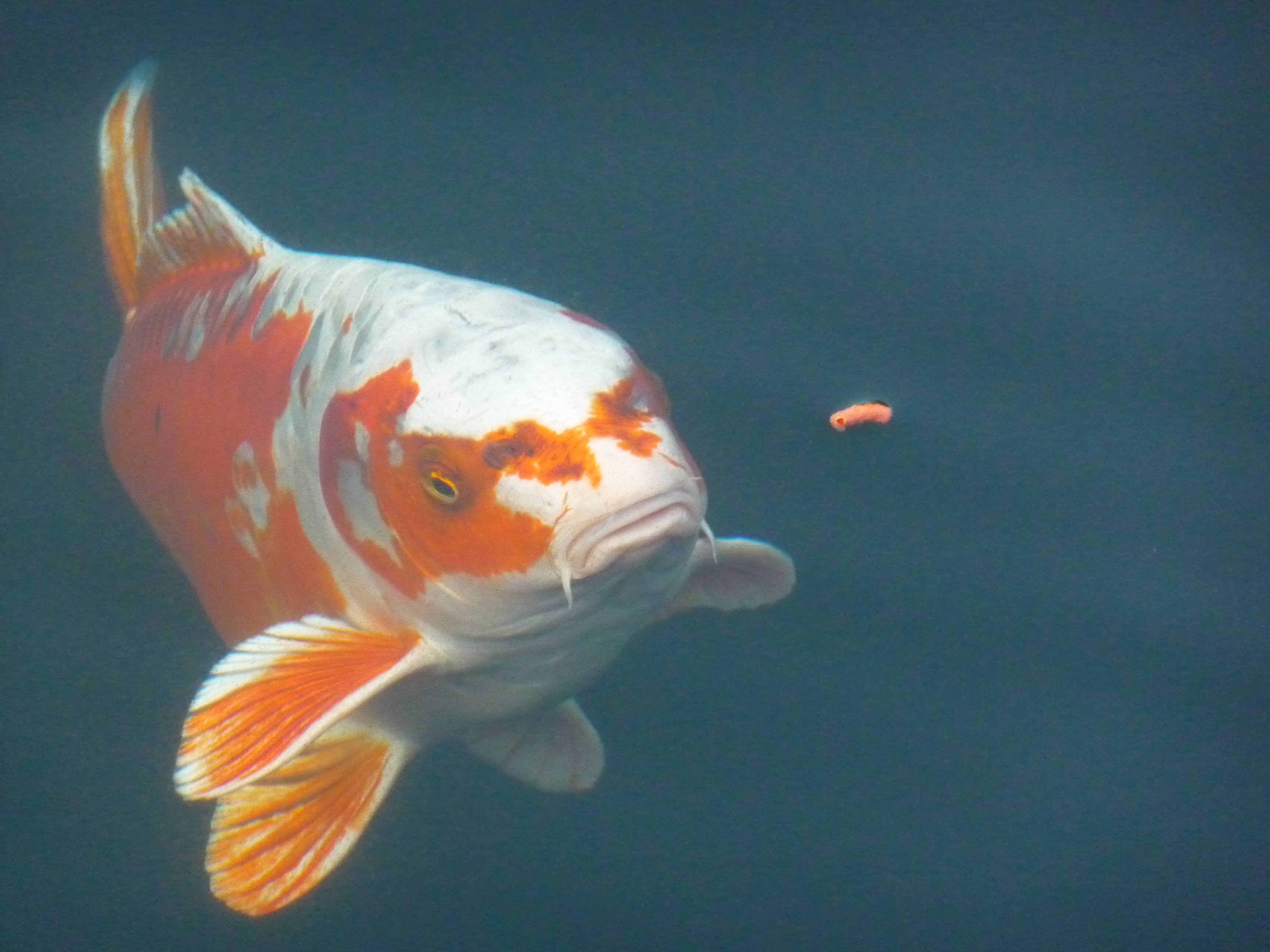
Koi mit Zierfischfutter

Die Herkunft der Kois ist nicht eindeutig geklärt. Möglicherweise stammen einfarbige Karpfen aus dem Iran und wurden vor etwa 2000 Jahren nach Ostasien gebracht, wo sie als Insektenfresser und Speisefische gehalten wurden. Seit etwa 1870 wurden Kois in Japan von Adeligen als Statussymbole gehalten. Inzwischen ist die Koizucht auch in Europa sehr beliebt.

## Zuchtformen
Aufgeteilt werden Kois in mindestens 16 Hauptvarianten und über 100 Unterformen. Die Anzahl der Varianten erweitert sich fortlaufend.
Die bekanntesten Zuchtformen:
- Kōhaku
- Sanke
- Showa
- Utsurimono
- Bekko
- Asagi/Shusui
- Aragoke
- Koromo / Goromo
- Kawarimono
- Hikarimuji-mono / Ogon
- Hikari-moyomono
- Hikari-utsurimono
- Tancho
- Kinginrin

Es gibt mehrere Zuchtformen, die an Beliebtheit bei Teichbesitzern zulegen. Sogenannte Butterfly-Kois haben längere Flossen, daher der Name als Vergleich mit den Flügeln eines Schmetterlings.
Kois können je nach Körperbau, Zeichnung und Hautqualität Preise bis in den fünfstelligen Eurobereich erzielen.

## Lebensweise
Kois haben eine Lebenserwartung von bis zu 60 Jahren und erreichen ein Gewicht von bis zu 24 kg bei einer Körperlänge von bis zu einem Meter. Sie legen etwa 400.000 bis 500.000 Eier und in etwa 4 Tagen entwickelt sich aus dem Ei ein Jungfisch. Kois ernähren sich von Pflanzen, Insekten und Würmern. Sinkt die Wassertemperatur auf unter 10 °C, reduzieren Kois ihren Stoffwechsel und halten am Boden ihres Gewässers Winterruhe.

## Haltung

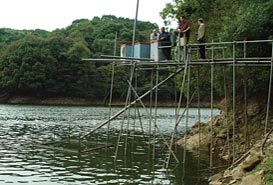
Eine Koifarm in Japan

Kois werden in möglichst keimfreien Anlagen gezüchtet und, um ein besonders großes Wachstum zu erzielen, in Japan oftmals in riesigen Naturteichen gehalten. Da es sich um gesellige Tiere handelt, sollten sie immer zu mehreren gehalten werden. Wie groß der Schwarm sein sollte, hängt dabei von der Größe des Gewässers ab. Es wird ein Raum von mindestens einem bis drei Kubikmeter pro Fisch empfohlen. Der Koiteich sollte nicht der prallen Sonne ausgesetzt, aber auch nicht komplett von ihr abgeschottet sein. Das Wasser sollte regelmäßig auf den pH-Wert und den Gehalt von Sauerstoff, Nitrit, Nitrat, Kupfer, Ammonium und Ammoniak getestet werden. Das Gewässer muss eine Mindesttiefe von 1,3 m haben, da Kois in dieser Tiefe Winterruhe halten. Sie dürfen dann nicht geweckt oder umgesetzt werden. Die Tiere dürfen nicht zu üppig gefüttert werden, da sie nicht selbst die Nahrungsaufnahme beenden, solange sich noch etwas Fressbares in der Umgebung befindet. Da sich der Stoffwechsel der Kois mit sinkender Wassertemperatur verlangsamt, sollte die Fütterung an die Umgebungstemperatur des Wassers angepasst werden. Die Nahrung muss reich an Proteinen, Fett und Kohlenhydraten sein. In der Zucht werden Hilfsmittel wie Ablaichbürsten verwendet, um unter anderem das Risiko von Pilzinfektionen zu verringern.

### Rechtsvorschrift in Österreich
In Österreich ist die dauerhafte Haltung von Kois in Aquarien verboten.

## Auswilderung
Das Auswildern von Kois durch Aussetzen, etwa in Teichen, stellt für heimische Ökosysteme eine Gefahr dar: Heimische Arten werden mitunter dadurch verdrängt oder Krankheiten verbreitet. In Australien etwa häufen sich Fälle, bei denen Angler auf z. T. sehr große Kois treffen und dies zur Bedrohung lokaler Ökosysteme wird.

## Filme
- Juwelen im Karpfenteich. Die Welt der japanischen Koi. Dokumentarfilm 2011[3].